# Церковь Богоматери Победительницы (Валлетта)
Церковь Богоматери Победительницы (мальт. Knisja tal-Madonna tal-Vitorja; также известна как Церковь Святого Антония) — первая церковь и здание, построенное в Валлетте. В 1566 году, после Великой осады Мальты, Великий Магистр Жан Паризо де Валетт и его орден проявили интерес к строительству церкви во имя Богородицы в качестве формы благодарения, строительство финансировалось де Валеттом.

## История
Церковь была построена в честь победы рыцарей Ордена Святого Иоанна и мальтийцев над османскими захватчиками 8 сентября 1565 года. Она была построена на том месте, где 28 марта 1566 года состоялась религиозная церемония открытия закладки первого камня в основание нового города Валлетты. Первым зданием для выражения благодарности была выбрана церковь.
Строительство здания финансировал Великий Магистр Жан Паризо де Валетт. Он умер от лихорадки 21 августа 1568 года и был похоронен в склепе церкви. Однако, когда был построен Собор Святого Иоанна, его останки были перенесены туда.
В 1617 году орден Святого Иоанна избрал эту церковь своей приходской церковью. Тогда церковь была посвящена святому Антонию. В 1699 году апсида церкви была увеличена по приказу Великого Магистра Рамона Переллоса. В 1716 году Мальтийский художник Алессио Эрарди был заказан Переллосом, чтобы нарисовать свод с элементарными сценами, изображающими жизнь Девы Марии; они были закончены за два года. В 1752 году фасад, ризница, колокольня и дом приходского священника были расширены. Фасад получил красивый барочный вид. На фасаде также установлен бронзовый бюст Папы Иннокентия XII. Кроме того, во второй половине XVIII века, помимо алтарей, посвященных святому Иоанну Крестителю и Святому Павлу, были построены ещё два алтаря.
В 1837 году церковь стала гарнизонной Церковью Королевских мальтийских укреплений, которые позже стали королевской мальтийской артиллерией. На протяжении многих лет церковь испытала несколько повреждений. 23 апреля 1942 года потолок церкви был поврежден в результате воздушного налета, обрушившегося на Валлетту, который также разрушил близлежащий Королевский оперный театр. В 1943 церковь переименована в «Церковь Богоматери Победительницы».

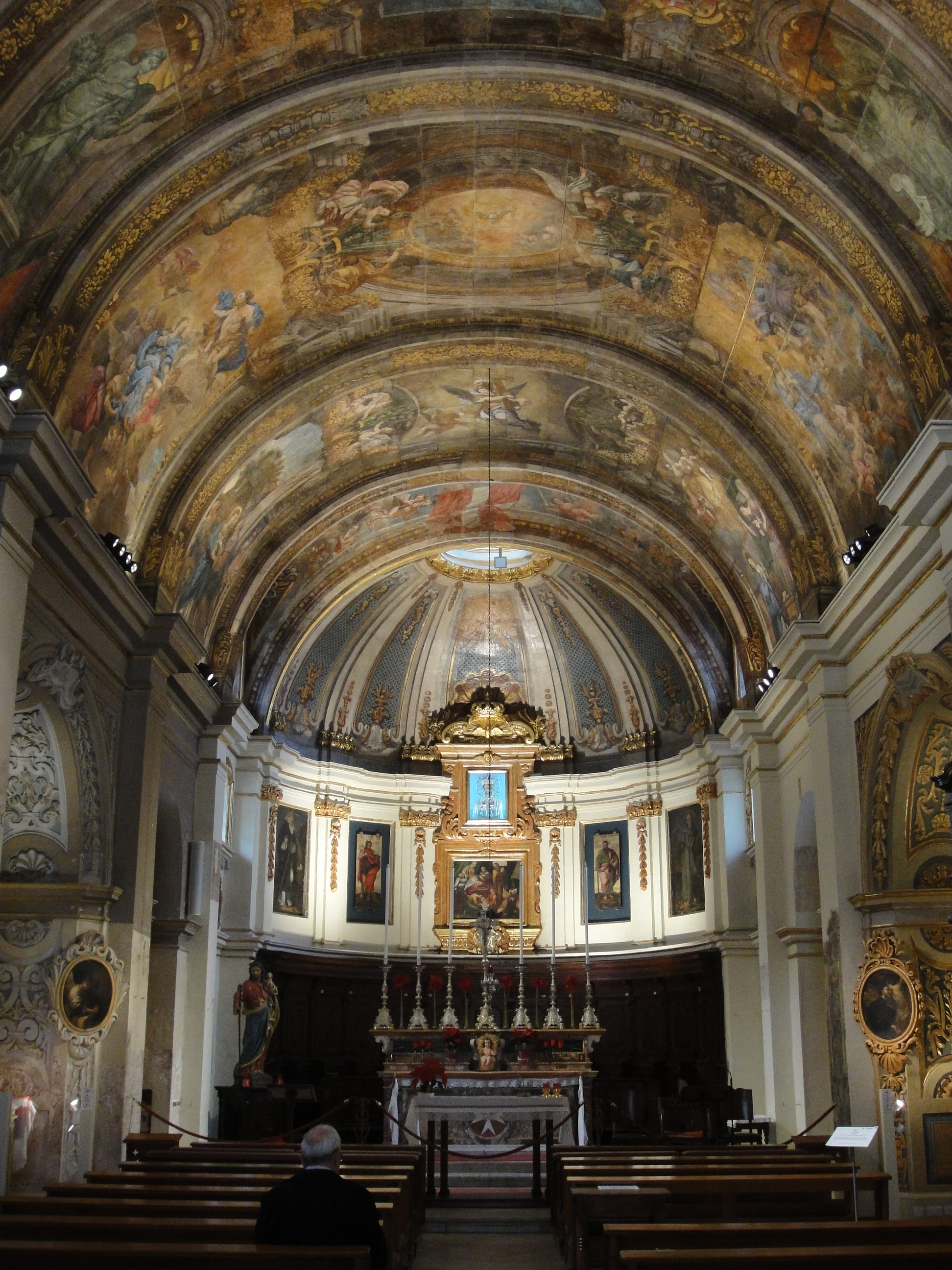
Внутреннее убранство церкви

## Художественные работы
Церковь обладает рядом художественных сокровищ. Картины на каждом конце над алтарем изображают Святого Антония египетского и Святого Антония Падуанского. Они были привезены на Мальту в 1530 году мальтийскими рыцарями после того, как император Карл V отдал остров Ордену Святого Иоанна в качестве своей базы. В церкви также хранятся работы Франческо Захры, Эрменегильдо Грека и Энрико Арно.
В 1792 году на Мальте скончался Венецианский Гранд-адмирал Анджело Эмо. Он пожелал, чтобы его сердце было похоронено в церкви Богоматери Победительницы, памятник в его честь Мальтийским скульптором Винченцо Димехом был установлен в 1802 году.

## Настоящее время
В 2000 году Национальный фонд Мальты приступил к реализации проекта реставрации вместе с проектом восстановления Валлетты и Департаментом музеев. Реставрация была проведена на крыше, верхних частях и части колокольни. Внешняя реставрация была завершена к 2002 году. Ремонт интерьера начался в 2004 году. Вся реставрация была завершена в 2016 году.
Церковь занесена в Национальный кадастр культурных ценностей Мальтийских островов.